# アクラム・ハミディ
アクラム・ハミディ（Akram Hamidi、1999年1月4日 - ）は、フランスの男性ムエタイ選手、K-1選手。Team Valente所属。

## 来歴
2018年1月6日、母国フランスでラジャダムナン・スタジアム認定スーパーフライ級7位のノンロス・バーンジャロンスックと対戦して判定勝利。
2018年4月14日、Radikal Fight Night Silverにてルイ・ボテーリョと対戦し引き分け。
2018年9月24日、K-1においてSバンタム級契約で武居由樹と対戦し1RKO負け。
2019年10月5日、Kings Of Muay ThaiにてWBCムエタイインターコンチネンタル王座決定戦でフレッド・コルデイロと対戦。3Rに2度ダウンを奪い、1度ダウンを奪い返されたものの、判定勝ちで王座獲得に成功した。
2019年11月30日、Ultimate Muaythai K1 RulesにてISKA世界タイトル(-53.3kg)をかけてサンドロ・マーティンと対戦。2RKO勝ちで王座獲得に成功した。